# Simpson Horror Show VII
Le Simpson Horror Show VII (France) ou Spécial d'Halloween VII (Québec) (Treehouse of Horror VII) est le 1er épisode de la saison 8 de la série télévisée d'animation Les Simpson.

## Synopsis

### La Chose et moi
Homer entre dans la cuisine et ouvre une  citrouille. Il brûle l'intérieur avec un briquet mais se brûle en même temps. Il court partout dans la cuisine.
Une nuit, Bart et Lisa sont réveillés par du bruit dans le grenier. Bien vite, ils se rendent compte qu'il y a une créature dans le grenier, et que leurs parents sont au courant. Le docteur Hibbert arrive par surprise chez les Simpson et révèle aux enfants que la créature est en fait Hugo, le frère siamois de Bart, qui n'est autre que l'incarnation du Mal, et qu'après la séparation des deux frères, Homer et Marge l'ont enfermé au grenier...
Croyant qu'il s'est enfui, les Simpson partent à sa poursuite, seul Bart reste à la maison et barricade toutes les issues. Cependant, cela sert Hugo qui n'avait en réalité pas quitté la maison. Il attache alors Bart sur une table dans le grenier pour se recoudre à ce dernier, mais le docteur Hibbert arrive et parvient à mettre Hugo par terre d'un coup de poing bien placé. Mais après analyse des cicatrices, il remarque que la cicatrice d'Hugo (sur son flanc gauche) signifie qu'il n'est pas le jumeau maléfique. Au lieu de tirer la conclusion logique, le docteur suggère d'échanger les places des deux frères, ce à quoi le reste de la famille ne pose aucune objection.

### L'éprouvette de la genèse
Pour une expérience de biologie, Lisa plonge une de ses dents de lait dans du soda. Bart avec sa propre expérience va lui donner une décharge, puis Lisa va retoucher sa dent de lait, causant une réaction chimique qui va créer la vie autour de cette dent. Mais les choses se compliquent lorsque Bart détruit ce monde pour narguer Lisa.
À la suite de cet événement, les petits bonshommes répliquent par une attaque aérienne sur Bart, qui souhaite alors détruire le petit monde pour de bon; Lisa l'en empêche à la dernière seconde, la laissant inquiète pour la suite. Les choses empirent lorsque le monde miniature rétrécit Lisa dans le désir de rencontrer leur dieu et qu'elle ne peut alors plus les protéger de Bart. Ce dernier se venge alors d'une façon pragmatique puisqu'il présente le projet de Lisa comme étant le sien et gagne alors le premier prix de la foire des sciences.

### Citizen Kang
Lors d'une sortie pêche nocturne, Homer est enlevé par Kang et Kodos, deux extraterrestres, qui veulent envahir la Terre en prenant le contrôle des Etats-Unis. Ils kidnappent alors Bill Clinton et Bob Dole qui sont en lutte pour la présidence des États-Unis, et se transforment en doubles de ces candidats, en attendant leur élection; ils aspergent également Homer de rhum avant de l'expulser du vaisseau pour s'assurer que personne ne le croie. Malgré de multiples gaffes de la part des deux imposteurs, ils arrivent à convaincre aisément les électeurs, comprenant qu'ils se laissent facilement berner par des discours démagogiques et de la politique spectacle. Cela ne rend que plus ardue la tâche d'Homer, qui est de les démasquer avant qu'un des deux ne soit élu.
Après une tentative malheureuse de les arrêter, Homer trouve le vaisseau de Kang et Kodos et tente de libérer Bill Clinton et Bob Dole, tous deux prisonniers dans un tube. Alors qu'ils avaient mis leurs différends de côté, Homer se trompe de bouton et expulse 
les deux candidats dans le vide spatial avant de déclencher le turbo sur le vaisseau. Les deux imposteurs sont alors en débat devant le Capitole sur lequel le vaisseau se crashe; Homer les démasque alors littéralement et Kang et Kodos n'ont d'autre choix que de se révéler sous leur vrai jour devant une foule choquée. Cependant, les extraterrestres soutiennent le bipartisme du système américain oblige les électeurs à voter pour seulement l'un d'entre eux. C'est ainsi que Kang est élu et qu'il asservit toute la population américaine afin qu'elle construise un canon géant pour détruire une planète; Homer soutient qu'il n'est pas à blâmer, puisqu'il avait voté pour Kodos...

## Production

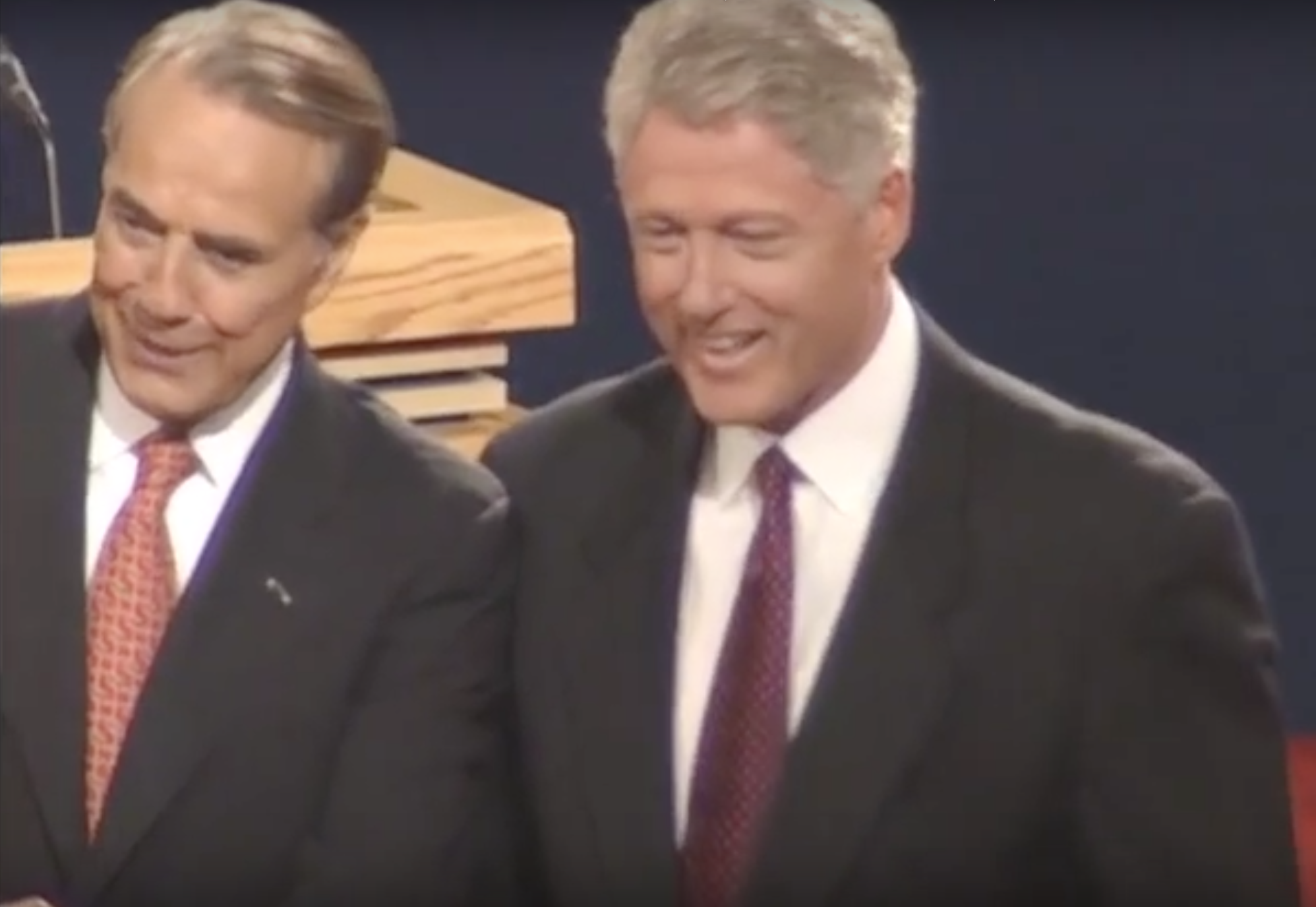
Bill Clinton et Bob Dole après l'un des débats pour l'élection

Ce qui est remarqué est le troisième sketch, Citizen Kang, sur l'élection présidentielle américaine de 1996, c'est la première fois que la série s'approprie la culture politique contemporaine. Bob Dole et Bill Clinton sont respectivement doublés par Harry Shearer et Phil Hartman (guest-star, parodia souvent Clinton au Saturday Night Live).
L'épisode raille les campagnes opportunistes et le bipartisme, mais est pessimiste sur le vote pour une troisième voie, à ce moment-là Ross Perot. IGN classa ce segment comme le meilleur des Horror Show.